# 16356 Univbalttech
16356 Univbalttech este un asteroid din centura principală, descoperit pe 1 aprilie 1976, de Nikolai Cernîh.